# سورانيون

علم إمارة سوران

السورانيون كانوا أصحاب الإمارة الكردية التي عرفت بإمارة سوران (1816 - 1838) والسورانية أيضا اسم أحد اللهجات الرئيسية للغة الكردية. استنادا إلى كتاب الشرفنامة والذي يعتبر من أهم المصادر في تأريخ الشعب الكردي وتأريخ الإمارات الكردية فإن مؤسس الإمارة كان شخصا اسمه كولوس الذي كان وحسب نفس المصدر ابناً لرجل معروف في بغداد واستنادا إلى المؤرخ الكردي حسين حزني الموكرياني فإن كولوس هذا كان من منطقة  رواندوزالواقعة في شمال العراق واستنادا إلى كتاب خلاصة تاريخ الكورد وكوردستان للمؤرخ الكردي محمد أمين زكي (1880 - 1948) فإن كولوس كلمة كردية قديمة وتعني الشخص الذي سقطت أنيابه.
كلمة سوران بالكردية تعني «الحمر» وهناك بعض الروايات التي تشير إلى ان مصدر التسمية كانت الصخور الحمراء التي كانت تحيط بإحدى قلاع مجموعة كردية منافسة لسلالة كولوس حيث استطاع أحد أبناء كولوس احتلال القلعة وإتخاذها كنواة لإمارة سوران. هذه الإمارة كانت الوحيدة من بين الإمارات الكردية من ناحية ان أميرة كانت تحكم الإمارة في فترة من الزمن وكانت اسمها خانزاد.
مثل بقية الإمارات الكردية كانت حدود الإمارة ومدى استقلاليتها تتغير حسب التحالفات والضغوط الخارجية والصراعات الداخلية وكانت الإمارة في أوج قوتها تشمل أربيل وكركوك والموصل حتى وصلت حدود الإمارة إلى نهر الزاب الصغير وهو الحد الفاصل بينه وبين إمارة بابان وكان أحد الأمراء واسمه محمد الرواندزي «پاشای گه وره» شديد التمسك بالدين الإسلامي وقام بمعاملة الأكراد اليزيدية بقسوة وأراد أن يفرض عليهم الدين الإسلامي بالقوة لكنه لم يفلح في ذلك، وأوقع المذابح بهم في مشارف الموصل واحتل هذا الأمير قسما من إمارة بابان المجاورة.

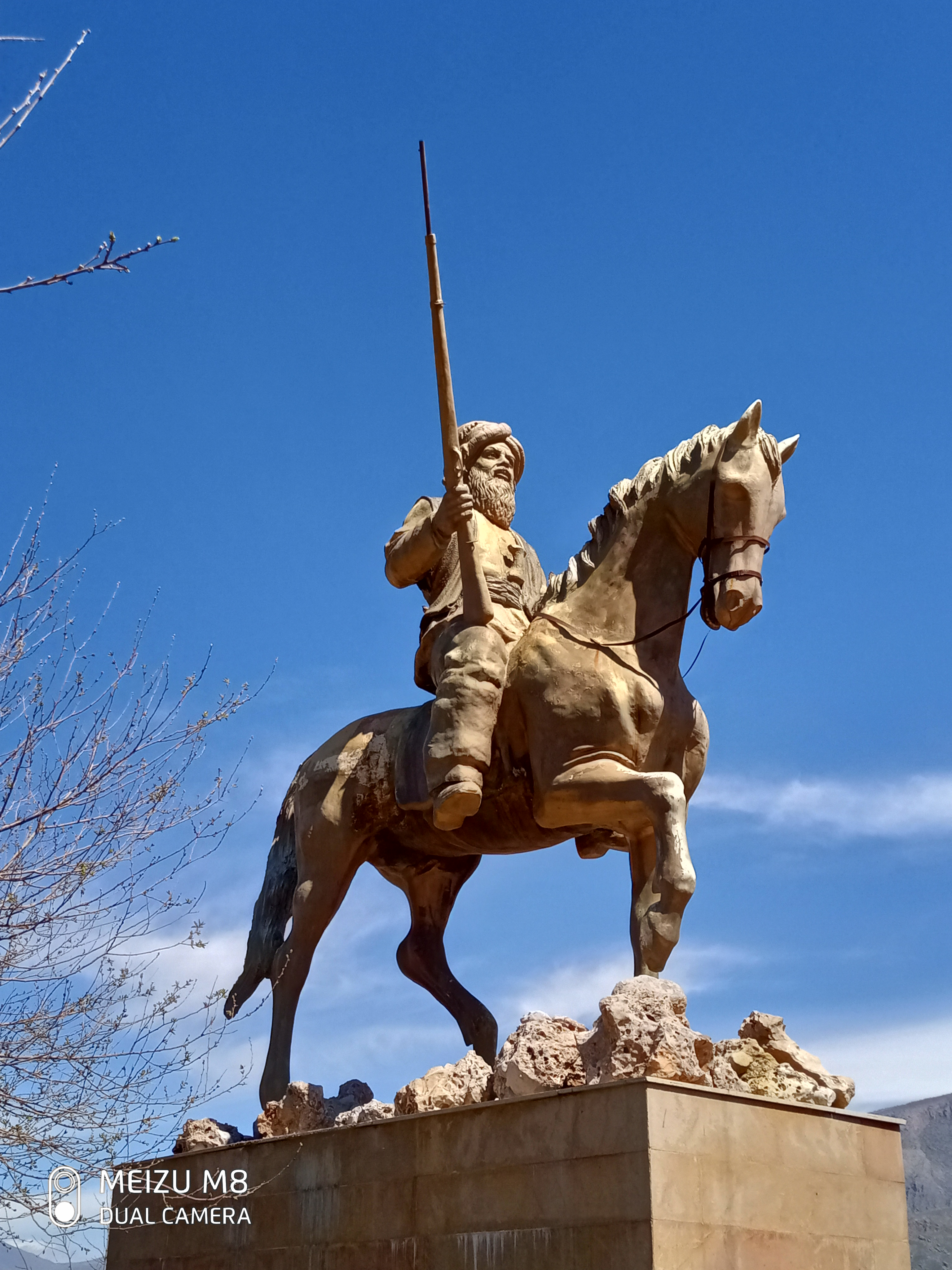
پاشای گه وره محمد الرواندزي

في عام 1838 شن العثمانيون هجوما واسعا على الإمارة وقوبلوا بدفاع شرس من قبل السورانيين وحسب المؤرخين الأكراد فإن الوالي العثماني رشيد باشا لجأ إلى ماوصفوه «بالحيلة والخداع» حيث بعث رشيد باشا برسالة إلى الأمير السوراني محمد الرواندزي وكان مضمون الرسالة هو «الكف عن إراقة دماء المسلمين» وتنصيب الأمير محمد الرواندزي «أميراً لأمراء سوران» ومنحه «الخلع والنياشين» لكن الأمير رفض العرض وإعتبره خضوعا للإمبراطورية العثمانية لكن مفتي الإمارة الملا محمد الخطي قام بإصدار فتوى وأعلن أن «كل من يحارب جيش الخليفة غير مؤمن وزوجه منه طالق» ويعتبر الأكراد هذه الفتوى السبب الرئيسي في سقوط الإمارة.